# Bennett (apellido)
Bennett es un apellido inglés que proviene del nombre medieval Benedict (Benedicto, en latín, Benedictus, "bendito"). El registro público más antiguo de este apellido data del año 1208, en County Durham.